# Asthenes modesta
Cesteiro-pálido ou lenheiro-pálido (Asthenes modesta) é uma espécie de ave da família Furnariidae.
Pode ser encontrada nos seguintes países: Argentina, Bolívia, Chile e Peru.
Os seus habitats naturais são: campos de gramíneas de clima temperado e campos de altitude subtropicais ou tropicais.